# Assemblée provinciale de Koshi
L'Assemblée Provinciale de Koshi, également connue sous le nom de Koshi Pradesh Sabha (népalais: कोशी प्रदेश सभा), est la législature monocamérale de la province de Koshi, l'une des sept provinces du Népal[réf. souhaitée].

## Présentation
L'assemblée est située dans la capitale provinciale à Biratnagar, dans le district de Morang, au bureau du Comité de Coordination du District. L'assemblée compte 93 membres dont 56 sont élus par scrutin uninominal majoritaire à un tour et 37 sont élus par représentation proportionnelle. Le mandat de l'assemblée est de 5 ans, sauf en cas de dissolution anticipée[réf. souhaitée].

## Liens
- Site officiel